# Afikim
Afikim es un kibutz israelí situado en el valle del Jordán. Tiene una población estimada, en 2021, de 1497 habitantes.
Está ubicado a tres kilómetros del mar de Galilea. Fue fundado en 1932 en unos terrenos que anteriormente pertenecían al kibutz Degania. El pintor israelí Leo Roth falleció en la localidad en el año 2002.

## Actividad económica
En el kibutz Afikim se cultivan plátanos, palmeras, dátiles, avocados, aceitunas, plantas subtropicales y granos. Otras actividades económicas son la acuicultura, la ganadería y la producción de leche. El kibutz tiene 400 vacas lecheras. Afimilk es una compañía que fabrica y vende equipamiento para la producción de leche. Afikim Electric Vehicles es una empresa que fabrica vehículos eléctricos.
En los años 80, el kibutz sufrió una crisis económica y fue parcialmente privatizado. En 2010, Afikim anunció su asociación con un proyecto de producción de leche en Vietnam. El proyecto consistía en establecer una granja lechera con capacidad para albergar a 30.000 vacas, para producir 500.000 litros de leche al día, alrededor del 40% por ciento del consumo de leche en Vietnam. Afikim era responsable de todas las etapas del proyecto, incluida la reproducción y la preparación del terreno para producir las cosechas que debían usarse para alimentar al ganado vacuno.   
Se estableció una granja de demostración con 174 vacas para fines educativos. Fue establecida una granja lechera comercial con 20.000 vacas. La instalación se construyó en etapas en el año 2015. La producción de leche por vaca es de 9300 litros de leche por año, a pesar del clima tropical de la región.